# Календар Айдзу
Календа́р А́йдзу (яп. 【会津暦】, あいづごよみ) — одна з версій японського календаря XVII — XIX століття, що використовувався у період Едо. Упорядкований священиками святилища Сува із Айдзу-Вакамацу. Виданий у Едо з дозволу шьоґунату Токуґава. Переважно застосовувався від північного Канто до регіону Тохоку. Його складено з використанням унікального стилю написання. Є також односторінковий скорочений варіант цього календара.